# Béganne
Béganne är en kommun i departementet Morbihan i regionen Bretagne i nordvästra Frankrike. Kommunen ligger i kantonen Allaire som tillhör arrondissementet Vannes. År 2022 hade Béganne 1 458 invånare.

## Befolkningsutveckling
Antalet invånare i kommunen Béganne
| Referens: INSEE |